# ماي سوينسون
ماي سوينسون (بالإنجليزية: May Swenson)‏ هي مؤلفة وكاتِبة وكاتبة مسرحية وشاعرة أمريكية، ولدت في 28 مايو 1913 في لوغان في الولايات المتحدة، وتوفيت في 28 ديسمبر 1989 في بيتاني بيتش في الولايات المتحدة.

## وصلات خارجية
- ماي سوينسون على موقع الموسوعة البريطانية (الإنجليزية)
- ماي سوينسون على موقع ميوزك برينز (الإنجليزية)
- ماي سوينسون على موقع إن إن دي بي (الإنجليزية)